# دی‌هیدروکسی‌متیلیدن
دی‌هیدروکسی‌متیلیدن (به انگلیسی: Dihydroxymethylidene) یک ترکیب شیمیایی با شناسه پاب‌کم ۱۹۱۹۹۲ است. 